# Гінкелін Схредер
Гінкелін Схредер  (нід. Hinkelien Schreuder, 13 лютого 1984, Гор) — нідерландська плавчиня, олімпійка.

## Виступи на Олімпіадах
| Олімпіада   | Дисципліна                           | Місце                 |
| ----------- | ------------------------------------ | --------------------- |
| Пекін 2008  | плавання на 50 метрів вільним стилем | 7                     |
| Пекін 2008  | естафета 4 × 100 вільним стилем      | 1 (попередні запливи) |
| Лондон 2012 | естафета 4 × 100 вільним стилем      | 2 (попередні запливи) |